# (29910) Segre
(29910) Segre (1999 JV8) – planetoida z pasa głównego asteroid okrążająca Słońce w ciągu 5,38 lat w średniej odległości 3,07 j.a. Odkryta 14 maja 1999 roku.